# ارمینیو منندس
ارمینیو منندس (اسپانیایی: Herminio Menéndez‎؛ زادهٔ ۲۰ دسامبر ۱۹۵۳) قایقران کانو اهل اسپانیا بود.